# کمیستری لترز
کمیستری لترز(به انگلیسی: Chemistry Letters) یک مجله علمی با داوری همتا است که توسط انجمن شیمی ژاپن منتشر می‌شود. این مجله به انتشار مقالات و پژوهش‌های علمی در کلیه شاخه‌های علم شیمی می‌پردازد. سردبیر این نشریه میتسوهیکو شیونویا (از دانشگاه توکیو) است. بر اساس گزارش استنادی مجلات، ضریب تاثیر این مجله در سال ۲۰۱۴ برابر با ۱٫۲۳ بوده‌است.